# Moby Niki
Die Moby Niki ist eine Fähre der italienischen Moby Lines, die 1974 unter dem Namen Europafärjan III in Dienst gestellt wurde. Sie ist seit Oktober 2016 zwischen Piombino und Portoferraio im Einsatz.

## Geschichte
Die Europafärjan III wurde am 24. Oktober 1973 unter der Baunummer 683 bei Nobiskrug in Rendsburg auf Kiel gelegt und lief am 25. Mai 1974 vom Stapel. Nach der Übernahme durch die Reederei Lion Ferry am 6. September 1974 wurde das Schiff am 8. September auf der Strecke von Varberg nach Grenaa in Dienst gestellt.
Am 19. September wurde die Europafärjan III an einem ihrer Propeller beschädigt und musste zur Reparatur in ein Trockendock. Am 10. Dezember desselben Jahres lief sie vor Grenaa auf Grund und saß dort einen Tag lang fest. Im August 1982 wechselte das Schiff zur Varberg–Grenå Linjen, einer Tochtergesellschaft der Stena Line.

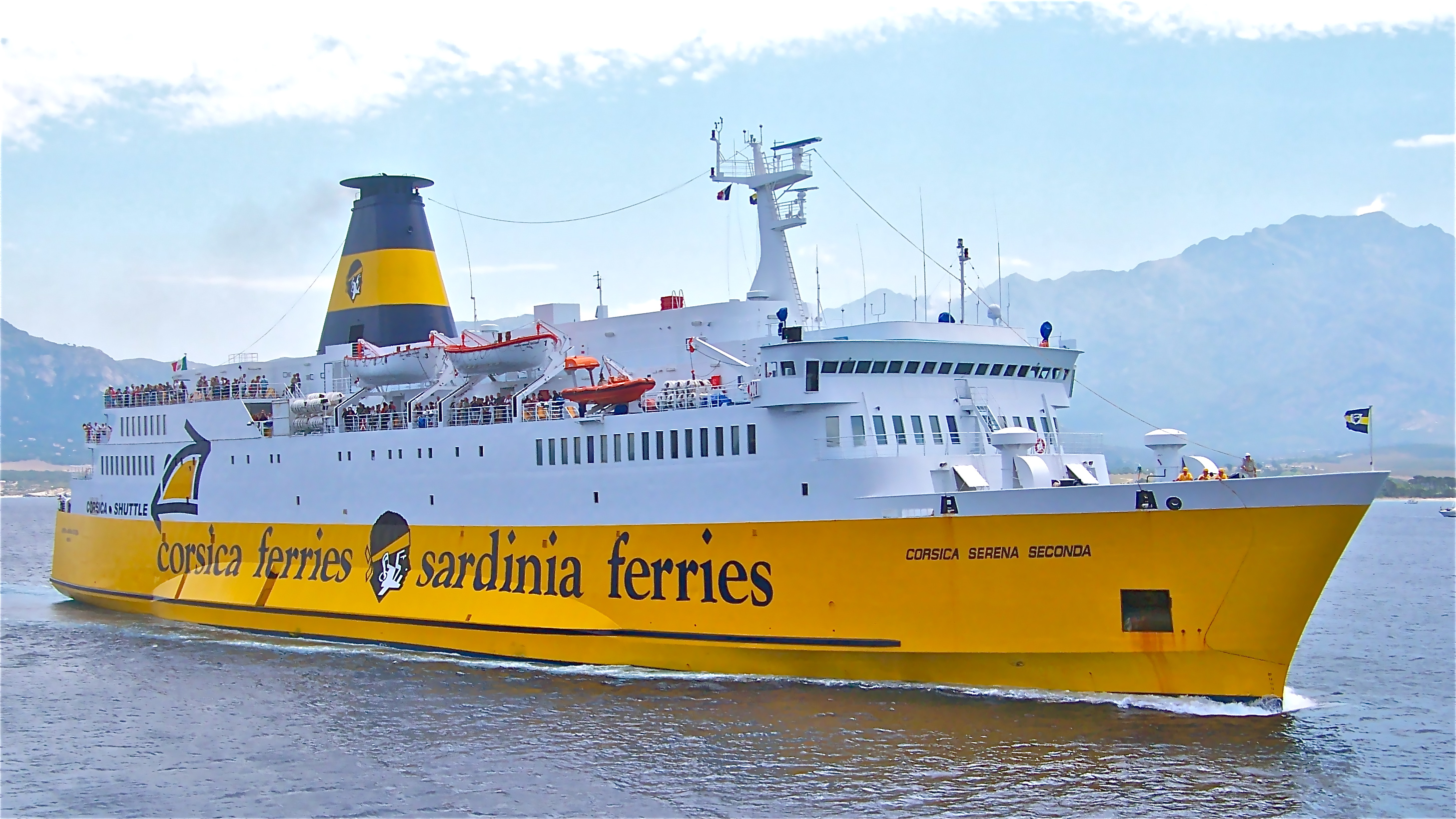
Als Corsica Serena Seconda im November 2011

Im April 1983 ging die Europafärjan III in den Besitz von Corsica Ferries über, die sie in Corsica Serena II umbenannten. Im Mai 1983 nahm das Schiff den Fährdienst zwischen La Spezia und Bastia auf. Im Oktober 1999 erhielt es den abgeänderten Namen Corsica Serena Seconda.
2001 erhielt die Corsica Serena Seconda bei einem Umbau neue Stabilisatoren. Nach neun weiteren Jahren im Dienst für Corsica Ferries wurde das Schiff im September 2010 in Vado Ligure aufgelegt und zum Verkauf angeboten. Im Mai 2011 ging es unter dem Namen European Voyager an die Almada Shipping Ltd. und war ab Juli 2011 zwischen Brindisi und Vlora in Fahrt. Im Juni 2012 wurde es zudem zwischenzeitlich auf der Strecke von Bari nach Durrës genutzt.
Im Oktober 2016 ging die European Voyager an die italienische Moby Lines und erhielt nach einem Umbau den Namen Moby Niki. Sie wird seitdem auf der Strecke von Piombino nach Portoferraio eingesetzt.
Am 12. Dezember 2017 kollidierte das Schiff vor der Insel Palmaiola mit einem unbekannten Unterwasserhindernis und erlitt hierbei Beschädigungen am Rumpf. Es lief anschließend den Hafen von Portoferraio an, wo die Passagiere und Fracht entladen und Reparaturarbeiten durchgeführt wurden.